# یوشی‌آکی ایتو
یوشی‌آکی ایتو (انگلیسی: Yoshiaki Itou؛ زادهٔ ۱۹۶۷) پویانما، طراح شخصیت اهل ژاپن است. وی از سال ۱۹۸۷ میلادی تاکنون مشغول فعالیت بوده‌است.